# Ганс Даль
Ганс Дал (19 лютого 1849, с. Ґранвін, Гарданґер-фіорд, фюльке Гордаланн, Західна Норвегія, тоді —  частина Швеції — 27 липня 1937, м. Балестранн, Норвегія) — норвезький художник, один з найвідоміших норвезьких пейзажистів та жанрових художників. Представник дюссельдорфської художньої школи. Найбільш відомі його пейзажі фіордів та оточуючої природи.

## Життєпис

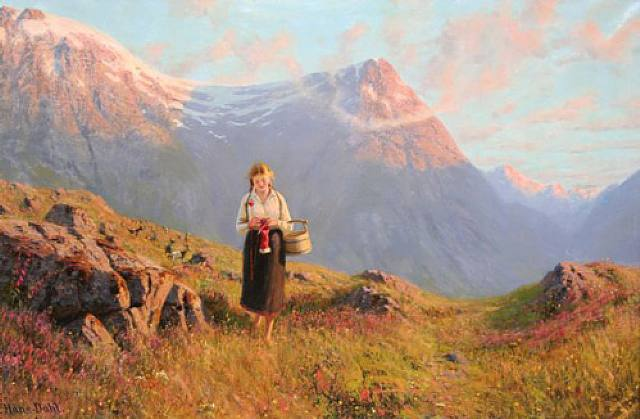
Ганс Дал. На гірській вершині. (написана до 1937)

Талант художника був помітний у нього вже в 16-річному віці, проте здобути художню освіту він спромігся лише після служби у шведському війську. Під час навчання у військовій академії в Християнії Даль почав відвідувати заняття з живопису у художній школі Крістоффера Еккерсберга та Кнуда Бергсліна. З 1873 року Даль полишив військову службу та вирушив до Карлслуе (до академії мистецтв), де навчався живопису під керівництвом Ганса Гуде та Вільгельма Ріфшталя. Згодом продовжив навчання у Дюссельдорфській академії мистецтв, де його наставниками були Едуард Ґебгардт та Вільгельм Зон.
Перші його виставки відбулися 1876 року в Дюссельдорфі та Філадельфії. Мешкав та працював у Дюссельдорфі (до 1888) та Берліні. 
Художник був одружений із Гелен Бевер, дочкою німецького живописця Клеменса Бевера. У подружжя був син, художник Ганс Андреас Дал, який помер у віці 37 років (за одними повідомленнями — від туберкульозу, за іншими — від запалення легень, отриманого при гасінні пожежі).